# مونبلييه
 مونبلييه أو منت بشلير أو مُنبِليَة (بالفرنسية: Montpellier) (بالأوقسيطانية: Montpelhièr ) هي مدينة تقع في جنوب فرنسا بالقرب من البحر الأبيض المتوسط. تعد مونبلييه واحدة من أكبر المراكز الحضرية في منطقة أوكسيتانيا، وهي محافظة تابعة لمقاطعة هيرولت. وفقًا لتعداد عام 2020، كان عدد سكان المدينة 299096 نسمة، بينما بلغ عدد سكان منطقتها الحضرية 813272 نسمة. يطلق على السكان اسم Montpelliérains.
في العصور الوسطى، كانت مونبلييه مدينة مهمة لتاج أراغون (وكانت مسقط رأس خايمي الأول)، ثم مايوركا، قبل بيعها لفرنسا في عام 1349. تأسست جامعة مونبلييه في عام 1220، وهي واحدة من أقدم الجامعات في العالم ولديها أقدم كلية طب ما تزال تعمل، مع خريجين بارزين مثل بترارك ونوستراداموس وفرانسوا رابليه. فوق المدينة التي تعود إلى العصور الوسطى، تعد قلعة مونبلييه القديمة معقلًا بناه لويس الثالث عشر ملك فرنسا في القرن السابع عشر.
منذ التسعينيات، شهدت مونبلييه واحدة من أقوى النمو الاقتصادي والديموغرافي في البلاد. شهدت منطقتها الحضرية أعلى نمو سكاني في فرنسا منذ عام 2000. يبلغ عدد الطلاب 70.000، ويشكلون ما يقرب من ربع سكانها، وهي واحدة من أعلى النسب في أوروبا. تفسر بيئتها المعيشية، مع واحدة من أكبر مناطق المشاة في أوروبا، إلى جانب الحياة الثقافية الغنية والمناخ المتوسطي، الحماس للمدينة، التي تلقب بـ الموهوبة. تم ترشيح مونبلييه لأفضل مدينة ثقافية ناشئة لعام 2017 من قبل مؤسسة الأبحاث LCD. وصنفت كمدينة كافية من قبل شبكة أبحاث العولمة والمدن العالمية.

## الحالة
مونبلييه هي ثالث أكبر مدينة فرنسية بالقرب من ساحل البحر الأبيض المتوسط، بعد مارسيليا ونيس. وهي سابع أكبر مدينة في فرنسا، وكانت أيضًا أسرع مدينة نموًا في البلاد لمدة 25 عامًا.

## التاريخ

### الفترة الوسطى
في أوائل العصور الوسطى، كانت بلدة ماجولون الأسقفية القريبة هي المستوطنة الرئيسية في المنطقة، لكن غارات القراصنة شجعت الاستيطان في الداخل قليلًا. في عام 737 دمر شارل مارتيل ماجولون.
تأسست مدينة مونبلييه، التي ذكرت لأول مرة في وثيقة تعود إلى عام 985، تحت حكم سلالة إقطاعية محلية، وهي عائلة جيلهيم، التي جمعت بين قريتين وبنت قلعة وأسوارًا حول المستوطنة الموحدة. الاسم مشتق من الكلمة اللاتينية التي تعود إلى العصور الوسطى mons pisleri، والتي تعني جبل وود في إشارة إلى نبات وود (باستيلوس اللاتيني، بيستيلوس) المستخدم في الصباغة محليًا. لا يوجد جبل حقيقي في المنطقة، حيث تشير كلمة مونس إلى كومة من الحجارة. في عام 986، بدأ أمراء مونبلييه بوليام الأول من مونبلييه. في القرن العاشر، كانت المدينة تتكون من قسمين، مونبلييه Montpellier ومونبلييه Montpelliéret. في عام 1160، كانت كلية الحقوق نشطة.
تم بناء البرجين الباقيين من أسوار المدينة، برج الصنوبر وبرج بابوت، في وقت لاحق، حوالي عام 1200. برزت مونبلييه في القرن الثاني عشر - كمركز تجاري، مع روابط تجارية عبر عالم البحر الأبيض المتوسط، وحياة ثقافية يهودية غنية ازدهرت في إطار تقاليد التسامح مع المسلمين واليهود والكاثار - وفي وقت لاحق من البروتستانت. أعطى وليام الثامن من مونبلييه الحرية للجميع لتدريس الطب في مونبلييه في عام 1180. أنشئت كليات الحقوق والطب في المدينة في عام 1220 من قبل الكاردينال كونراد من أوراخ، مبعوث البابا هونوريوس الثالث؛ كانت كلية الطب، على مر القرون، واحدة من المراكز الرئيسية لتدريس الطب في أوروبا. شهد هذا العصر ذروة شهرة مونبلييه. أصبحت المدينة ملكًا لملوك أراغون في عام 1204 بزواج بيدرو الثاني ملك أراغون من ماري من مونبلييه، التي حصلت على المدينة وتوابعها كجزء من مهرها.
حصلت مونبلييه على ميثاق في عام 1204 عندما أكد بيتر وماري الحريات التقليدية للمدينة ومنحا المدينة الحق في اختيار اثني عشر قنصلًا حاكمًا سنويًا. تحت حكم ملوك أراغون، أصبحت مونبلييه مدينة مهمة للغاية ومركزًا اقتصاديًا رئيسيًا والمركز الأساسي لتجارة التوابل في مملكة فرنسا. كانت ثاني أو ثالث أهم مدينة في فرنسا في ذلك الوقت، وكان عدد سكانها حوالي 40.000 نسمة قبل الموت الأسود. بقيت مونبلييه ملكًا لتاج أراغون حتى انتقلت إلى جيمس الثالث ملك مايوركا، الذي باع المدينة للملك الفرنسي فيليب السادس في عام 1349، لجمع الأموال لصراعه المستمر مع بيتر الرابع ملك أراغون.
من منتصف القرن الرابع عشر وحتى الثورة الفرنسية (1789)، كانت مونبلييه جزءًا من مقاطعة لانغدوك.

### عصر النهضة
في القرن الرابع عشر، أعطى البابا أوربان الثامن لمونبلييه ديرًا جديدًا مخصصًا للقديس بطرس، والذي يتميز برواق غير عادي للغاية للكنيسة، مدعومًا ببرجين مرتفعين يشبهان الصاروخ إلى حد ما. ومع تزايد أهميتها بشكل مطرد، اكتسبت المدينة أخيرًا أسقفًا، انتقل من ماجولون في عام 1536، وتحولت كنيسة الدير الضخمة إلى كاتدرائية. في عام 1432، أسس جاك كور نفسه في المدينة وأصبحت مركزًا اقتصاديًا مهمًا، حتى عام 1481 عندما طغت مارسيليا عليها في هذا الدور.

### بعد الإصلاح
في وقت الإصلاح في القرن السادس عشر، أصبح العديد من سكان مونبلييه بروتستانت (أو هوغونوتيين كما كانوا معروفين في فرنسا) وأصبحت المدينة معقلًا للمقاومة البروتستانتية للتاج الفرنسي الكاثوليكي. في عام 1622، حاصر الملك لويس الثالث عشر المدينة التي استسلمت بعد حصار دام شهرين (حصار مونبلييه)، وبعد ذلك بنى قلعة مونبلييه لتأمينها. جعل لويس الرابع عشر مونبلييه عاصمة باس لانغدوك، وبدأت المدينة في تزيين نفسها، من خلال بناء ممشى بيرو، والإسبلاناد وعدد كبير من المنازل في المركز التاريخي. بعد الثورة الفرنسية، أصبحت المدينة عاصمة هيرولت الأصغر كثيرًا.

### التاريخ الحديث
خلال القرن التاسع عشر، ازدهرت المدينة بثقافة النبيذ التي كانت قادرة على إنتاجها بسبب وفرة الشمس على مدار العام. سمح استهلاك النبيذ في فرنسا لمواطني مونبلييه بأن يصبحوا أثرياء للغاية حتى انتشر مرض الفطريات الناجم عن الفيلوكسيرا في تسعينيات القرن التاسع عشر بين مزارع الكروم ولم يعد الناس قادرين على زراعة العنب اللازم للنبيذ. بعد ذلك، نمت المدينة لأنها رحبت بالعائدين الفرنسيين من الجزائر وأجزاء أخرى من شمال إفريقيا بعد استقلال الجزائر عن فرنسا. في القرن الحادي والعشرين، كانت مونبلييه بين سابع وثامن أكبر مدينة في فرنسا. شهدت المدينة تدفقًا آخر من السكان مؤخرًا، ويرجع ذلك إلى حد كبير إلى عدد الطلاب، الذين يشكلون حوالي ربع سكان مونبلييه. بدأت كلية الطب ثقافة الجامعة المزدهرة في المدينة، على الرغم من أن العديد من الجامعات الأخرى كانت راسخة هناك. استفادت المدينة الساحلية أيضًا في السنوات الأربعين الماضية من برامج البناء الكبرى مثل مناطق أنتيجون وبورت ماريان وأوديسيوم.

## توأمة
لمونبلييه اتفاقيات توأمة مع كل من:
- هايدلبرغ (1961 - )
- لويفيل (1955 - )[22]
- كوس
- برشلونة
- تشنغدو (22 يونيو 1981 - )[23]
- طبريا
- فاس (2003 - )
- شيربروك
- تلمسان
- ريو دي جانيرو
- بيت لحم
- ساليرنو
- لوكوروتوندو

## أعلام
- القديس روش
- جولييت غريكو
- إدوارد روش
- إلينا دل مونتينيغرو
- كارلو بونابرت
- جان-لوك ديهاين
- أوغست كونت